# Antocha multidentata
Antocha multidentata là một loài ruồi trong họ Limoniidae. Chúng phân bố ở miền Cổ bắc.